# Gli avventurieri della città perduta
Gli avventurieri della città perduta (Allan Quatermain and the Lost City of Gold) è un film del 1986, diretto dal regista Gary Nelson.
È il seguito di Allan Quatermain e le miniere di re Salomone (1985), così come il romanzo da cui è tratto: La città nascosta (Allan Quatermain) del 1887. Confermati i due attori principali (Richard Chamberlain e Sharon Stone) nel ruolo di protagonisti, il film vede anche la partecipazione di attori del calibro di James Earl Jones, Henry Silva e Cassandra Peterson. Per girare alcune scene è stato allestito un set vicino alle cascate Vittoria.

## Trama
L'esploratore Allan Quatermain, inizialmente in partenza per andare a sposarsi negli Stati Uniti con l'esploratrice Jesse Huston, decide di rimanere in Africa quando gli viene detto che il fratello si trova in una città sconosciuta. Assieme a Swarma e a Umslopogaas, e ai suoi "portatori", si mette in cammino nel tentativo di trovare le tracce di una tribù abitante la città d'oro. Raggiunti da Jesse, troveranno a capo di questa popolazione il malefico Agon e le sue due nemesi: quella cattiva (Sorais) e quella buona (Nyleptha).